# جائزة بوشر التذكارية

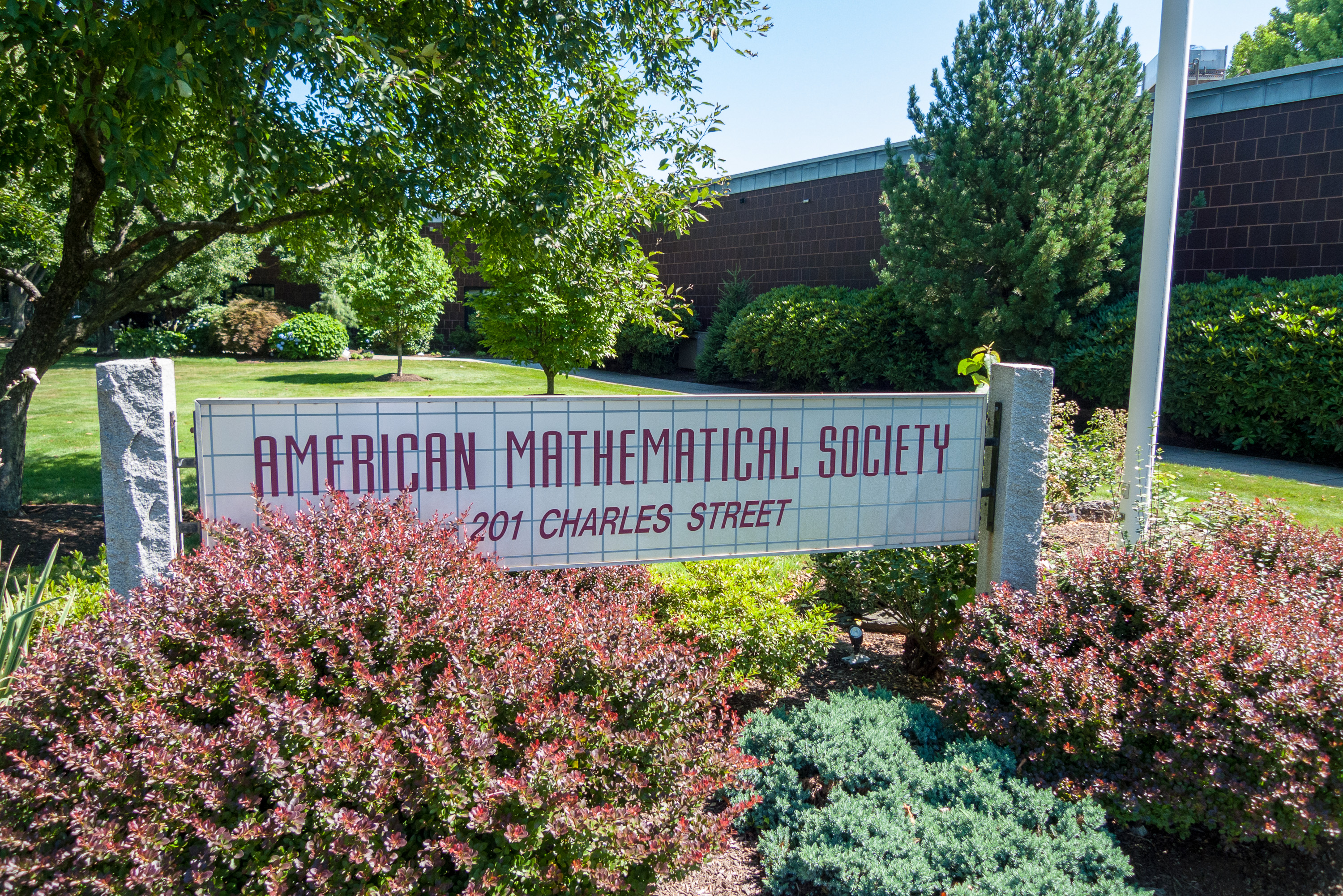

تأسست جائزة بوشر التذكارية (بالإنجليزية: Bôcher Memorial Prize)‏ من قبل الجمعية الأمريكية للرياضيات American Mathematical Society في عام 1923م؛ وذلك تخليدًا لذكري البروفيسور (ماكسيم بوشر) الذي تولي منصب رئيس الجمعية الأمريكية للرياضيات من 1909م إلي 1910م، وتنمنح الجائزة للأوراق البحثية البارزة في مجال التحليل الرياضي ، ويجب أن تكون الأبحاث المقدمة منشورة في مجلات علمية محكمة ومعترف بها، وهذه الجائزة كانت تمنح في البداية كل خمس سنوات ، وبداية من عام 1999م أصبحت تمنح كل ثلاث سنوات ، قيمة الجائزة (5000) دولار.

## الفائزون السابقون بالجائزة[1]
فاز بالجائزة منذ تأسيسها حوالي سبعة وثلاثون (37) فائزًا ، وفي عام 2020م فازت أول سيدة بهذه الجائزة وهي لورسانت ريموند Laure Saint Remond ، وتشمل قائمة الفائزين السابقين كل من:
- (2020) لورسانت ريموند.
- (2020) لورانس جوت.
- (2020) كاميلو دي ليليس Camilo De Lellis
- (2017) اندراس فازي Andras Vasy
- (2014) سيمون برندل Simon Brende
- (2011) جانثر اوهيمان Gunther Uhimann
- (2011) عساف ناؤور Assaf Naor
- (2008) كارلوس كينج Carlos Kenig
- (2008) شارلز فيفرمان.
- (2008) البرتو بريسان Alberto Bressan
- (2005) فرانك ميرل.
- (2002) لين فانغوا Lin Fanghua
- (2002) تيرانس تاو Terence Tao
- (2002) دانيل تاترو Danieal Tataru
- (1999) توماس وولف
- (1999) سيرجيو كلنرمان Sergiu Klainerman
- (1999) ديمتريوس كريستودولو.
- (1994) ليون سيمون Leon Simon
- (1989) ريتشارد شوين.
- (1984) ريتشارد ميروس.
- (1984) لويس كافاريلي Luis Caffarelli
- (1979) البرتو كالدرون Alberto Calderon
- (1974) دونالد صموئيل اورنستين
- (1969)اسادور سنجر Isadore Singer
- (1964) باول كوهين Paul Cohen
- (1959) لويس نبيرغ Louis Nirenberg
- (1953) نورمان ليفنسون Norman Levinson
- (1948) البرت شيفر ودونالد سبنسر.
- (1943) جيس دوغلاس.
- (1938) جون فون نيومان.
- (1933) نوربرت فينر ومارستون موريس
- (1928)جيمس الكسندر
- (1924)اريك تمبل بيل وسلولومون ليفشتز
- (1923) جورج ديفييد بارخوف.George David Birkhoff